# Treball de cures

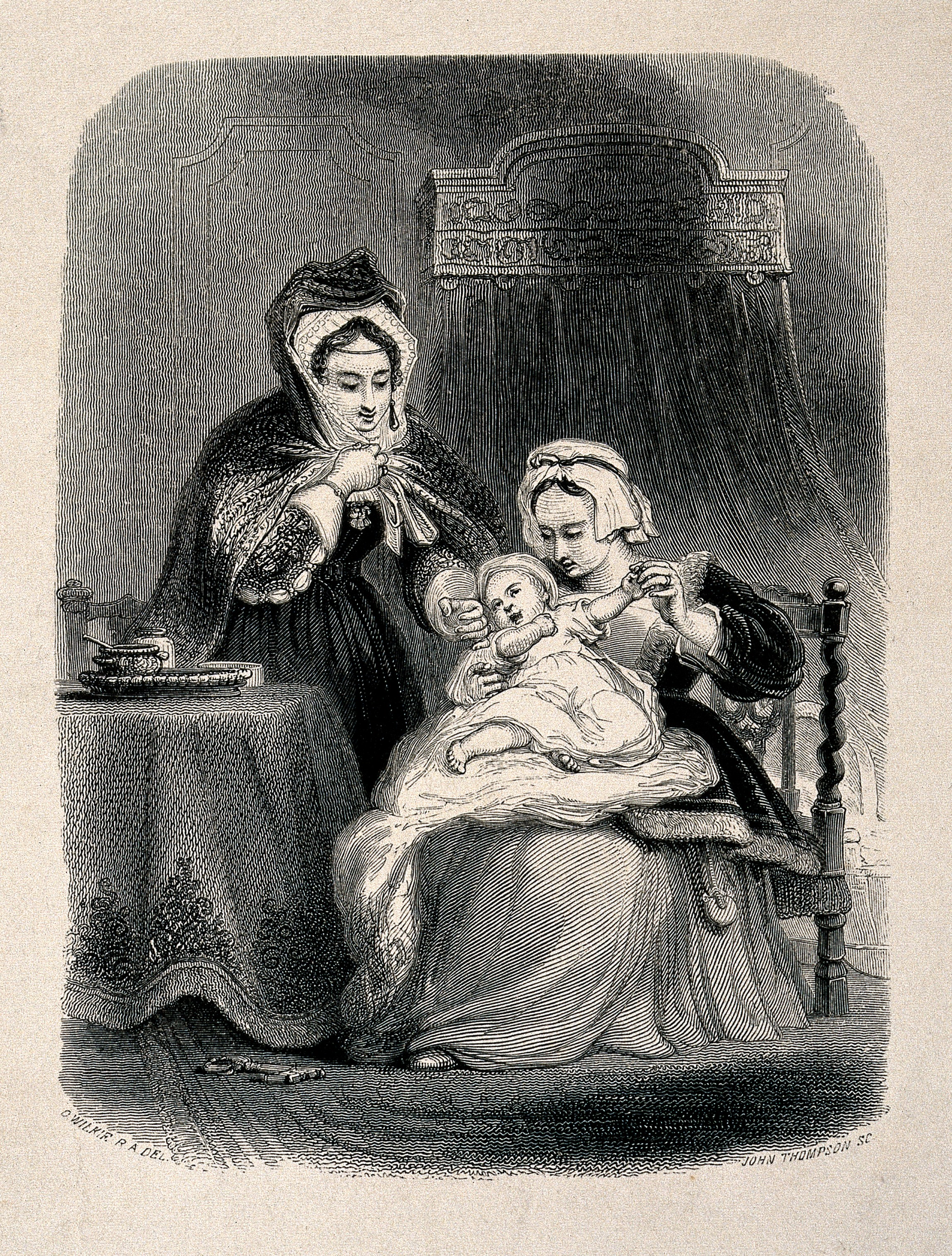
La cura de nens és un exemple de treball de cures.

El treball de cures és una subcategoria de treball que inclou totes les tasques que impliquen directament la cura processada cap a altres persones. Sovint se'l diferencia d'altres formes de treball perquè es considera que està intrínsecament motivat, és a dir, que les persones que els realitzen estan motivades a fer-lo per diferents raons: rebre una compensació financera, per sentit de responsabilitat o afecte,etc. Tradicionalment aquests treballs no estan remunerats i comporten una gran càrrega de treball. No obstant això, actualment alguns treballs de cura com les llars d'infants o les residències de gent gran sí que estan remunerats.
El terme treball de cures es refereix a aquelles ocupacions per les quals es proporcionen serveis que ajuden a altres persones a desenvolupar les seves capacitats, així com assistir aspectes de les seves vides que no poden desenvolupar de manera autònoma. Entre els exemples d'aquestes ocupacions trobem la cura infantil, l'ensenyament, l'assistència sanitària o la cura de gent gran. El treball de cures forma part sovint de la varietat de treballs domèstics no remunerats majoritàriament realitzats per dones.
L'estudi del treball de cures és un concepte d'anàlisi i està estretament relacionat amb l'economia feminista i la teoria legal feminista.